# Нехель (Єгипет)

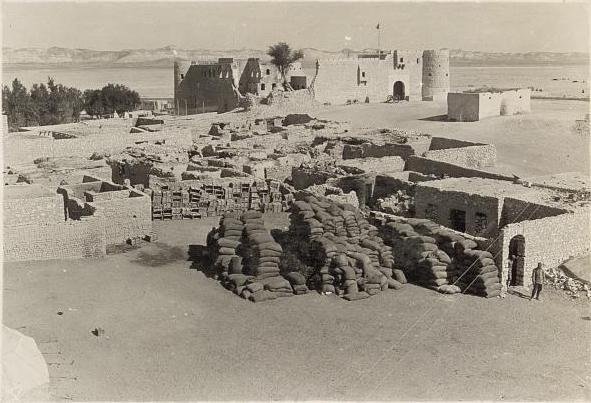
Фортеця Калат Нехель

Ніхель (араб. نِخِل; також пишеться і вимовляється Nikhl) є адміністративно містом (хоча реально більше містечком) і столицею однойменного марказу (округу) губернаторства Північний Синай, Єгипет. Розташований у серці Синайського півострова, межує на півдні з мухафазою Південний Синай, із заходу межує з мухафазою Суец, що розташована на синайській стороні, зі сходу межує з міжнародним кордоном Єгипту та Ізраїлю, а з на північ від Аль-Хасана Марказ. Розташований на підніжжі гір Аль-Тіх і передгір'ях на висоті 420 метрів. Координати міста 29°54' пн.ш.; 33°45'E. Крім міста Ніхель, марказ включає ще 10 міст і поселень: аль-Контілла, Ваді аль-Хадж, Садр аль-Хітан, аль-Тамад, Бір Грід, аль-Хафага, аль-Бурук, аль-Нетіла, Ейн Твіба і ас-Салам.

## Історія
Нехель завжди був частиною Єгипетської імперії протягом всієї історії та був частиною провінції «Ду Мафкат» у Стародавньому Єгипті. Нехель був стародавньою столицею всієї Синайської провінції Єгипту завдяки своєму видатному стратегічному розташуванню в центрі півострова. У 16 столітті до нашої ери єгипетські фараони проклали шлях Шур через Синай до Беер-Шеви і далі до Єрусалиму. Регіон забезпечував Єгипетську імперію мінералами, бірюзою, золотом і міддю, тут розкопано добре збережені руїни шахт і храмів.

## Географія і клімат
Система класифікації клімату Кеппена-Гейгера класифікує клімат міста як прикордонний клімат гарячої пустелі (BWh) і холодний клімат пустелі (BWk). Гірські хребти Ель-Тіх дивляться на місто з різних сторін, з кількома долинами, що ведуть від Середземного моря на півночі, Червоного моря та Суецької затоки до міста та гір у всіх напрямках. Висота міста становить близько 420 метрів над рівнем моря, однак гори Ель-Тіх поблизу розташовані вище. Тому довколишні передгір’я та гори призводять до нижчих температур. Літні дні досить спекотні, досягають 40 °C (104 °F), але з помірними ночами. Вночі Нехель є одним із найхолодніших міст в Єгипті разом із містом Святої Катерини та гірськими провінціями Синай.
| Клімат Нехель           | Клімат Нехель | Клімат Нехель | Клімат Нехель | Клімат Нехель | Клімат Нехель | Клімат Нехель | Клімат Нехель | Клімат Нехель | Клімат Нехель | Клімат Нехель | Клімат Нехель | Клімат Нехель | Клімат Нехель |
| Показник                | Січ.          | Лют.          | Бер.          | Квіт.         | Трав.         | Черв.         | Лип.          | Серп.         | Вер.          | Жовт.         | Лист.         | Груд.         |               |
| Середній максимум, °C   | 15,8          | 17,3          | 20,1          | 23,7          | 27,8          | 30,4          | 31,5          | 31,9          | 29,6          | 27,1          | 22,0          | 17,6          |               |
| Середня температура, °C | 10,9          | 12,1          | 14,6          | 17,8          | 21,2          | 24,0          | 25,5          | 25,8          | 24,0          | 21,4          | 16,7          | 12,6          |               |
| Середній мінімум, °C    | 6,0           | 6,9           | 9,1           | 12,0          | 14,7          | 17,7          | 19,5          | 19,8          | 18,4          | 15,8          | 11,4          | 7,6           |               |
| Норма опадів, мм        | 5             | 8             | 7             | 3             | 2             | 0             | 0             | 0             | 0             | 2             | 7             | 6             |               |
| ----------------------- | ------------- | ------------- | ------------- | ------------- | ------------- | ------------- | ------------- | ------------- | ------------- | ------------- | ------------- | ------------- | ------------- |

## Дивись також
- Єгипет
- Губернаторство Північний Синай